# Harvard Square

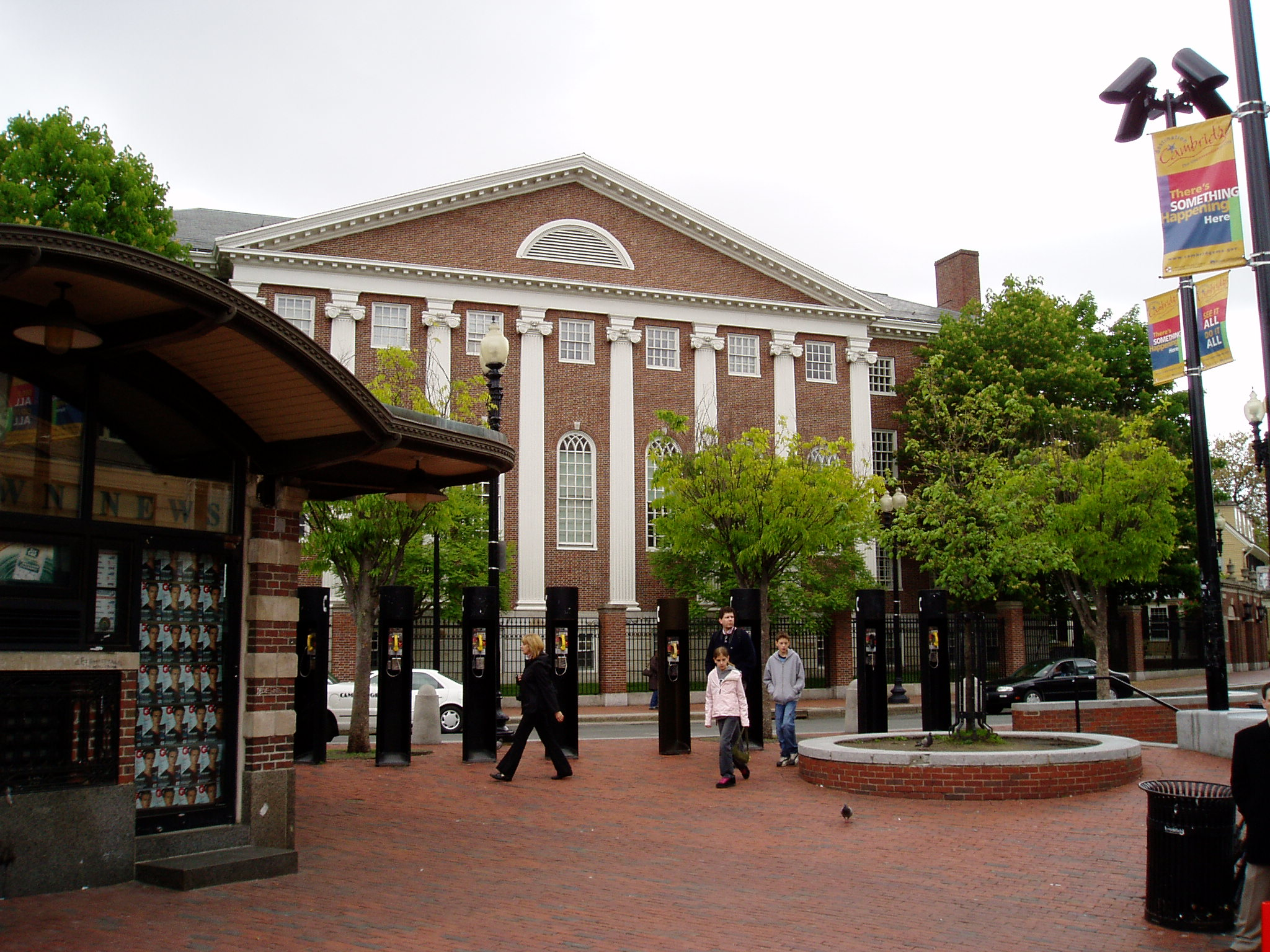
Harvard Square mit Zeitungskiosk

Harvard Square ist ein großes dreieckiges Gebiet im Zentrum von Cambridge (Massachusetts). Oft vom Verkehr verstopft, befindet es sich nahe der Harvard-Universität und ist ein vielbesuchter Platz für Studenten von Harvard und MIT, ebenso wie für die Einwohner Bostons, Cambridges und anderer nahe gelegener Städte.
Auch wenn er mittlerweile sehr kommerzialisiert ist, erinnert der Platz noch an berühmte Einwohner früherer Zeiten, etwa die kolonialzeitliche Dichterin Anne Bradstreet. Der dichte Fußgängerverkehr macht aus Harvard Square einen idealen Ort für Straßenmusiker; die Sängerin und Songschreiberin Tracy Chapman soll hier während ihrer Collegejahre gespielt haben.
Diskussionen darüber, wie sich der Platz in den letzten Jahren verändert hat, konzentrieren sich vor allem auf die empfundene "Gentrifizierung" seiner Nachbarschaft und der Stadt Cambridge im Allgemeinen. Während der späten 1990er wurden einige ortsansässige Geschäfte durch nationale Ketten ersetzt, darunter das ungewöhnliche Tasty Diner, ein nur aus einem Raum bestehendes Sandwichgeschäft. Einige charakteristische Geschäfte des Platzes verbleiben jedoch, darunter der Zeitungsstand Out of Town News, der Tages- und Wochenzeitungen in einer Vielzahl von Sprachen und aus einer Vielzahl von Ländern führt. Ein kleines Video von Out of Town News, das auf der "Insel" in der Mitte des Squares steht, taucht in den von CNN benutzten Zwischensequenzen auf. Gegenüber dem Platz liegt das Büro der NPR-Radiosendung Car Talk mit einer Schablone im Fenster, die "Dewey, Cheetham & Howe" verlauten lässt, die fiktive Rechtsanwaltskanzlei, auf die in der Sendung oft Bezug genommen wird.
Das tiefer liegende Gebiet neben dem Zeitungsstand, das in die unterirdische Haltestelle Harvard Station des Bostoner Verkehrsunternehmens Massachusetts Bay Transportation Authority (MBTA) führt (wo die U-Bahn-Linie Red Line und alle vier Linien des Oberleitungsbus Cambridge verkehren), wird oft als "The Pit" (dt.: "Die Grube") bezeichnet. Seine arena-artige Erscheinung zieht nicht nur Skateboarder an, sondern generell junge Menschen im High-School-Alter aus umliegenden Gegenden, die mit Gegenbewegungen wie dem Punk, Straight Edge und Goth in Verbindung gebracht werden. Sie werden manchmal abwertend als "pit kids" oder "pit brats" bezeichnet und der Kontrast zwischen ihnen und den oft älteren und konservativer gekleideten Leuten aus dem Umkreis der Harvard-Universität sowie auch zu den Geschäften am Platz führt gelegentlich zu Spannungen.
Koordinaten: 42° 22′ 25″ N, 71° 7′ 8″ W